# Norrköpings spårvägsmuseum

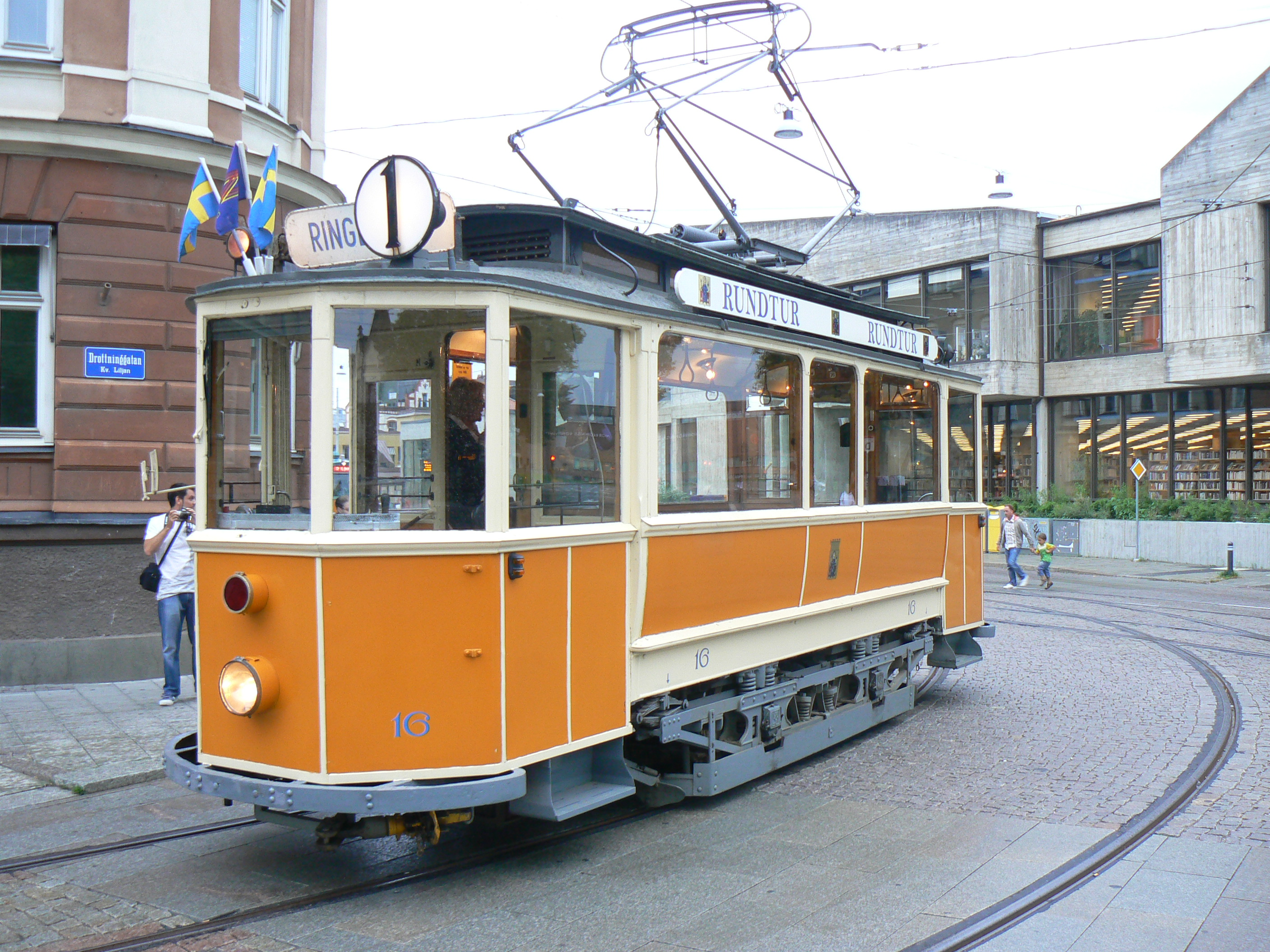
Spårvagn Mä 16, tidigare Göteborgsspårvagn M1 8, tillverkad av ASEA 1902, inköpt av Norrköpings kommunala affärsverk 1924 och i trafik till 1961

Norrköpings spårvägsmuseum är ett arbetslivsmuseum i Norrköping. Det ligger i anslutning till Spårvagnshallarna bakom tidigare Östra station vid Stohagsgatan i Oxelbergen.
Spårvägsmuseet i Norrköping visar vagnar, föremål och bilder från mer än 110 år. Det är ett samarbete mellan Tekniska kontoret på Norrköpings kommun och Svenska Spårvägssällskapets  Östgötaavdelning.